# Severomorsk (rušilec)
Severomorsk (rusko Североморск) je raketni rušilec razreda Fregat Ruske vojne mornarice. Je del 2. divizije protipodmorniških ladij Severne flote v Severomorsku, po katerem je poimenovan. Njegov gredelj je bil položen 12. junija 1984 v Ladjedelnici Ždanova, splavljen je bil 24. decembra 1985, v uporabo pa je bil predan 30. decembra 1987. Razvoj projekta 1155 Fregat se je začel v Severnem projektno-konstruktorskem biroju leta 1972 pod vodstvom glavnih konstruktorjev Nikolaja Pavloviča Soboljeva in Vasilija Pavloviča Mišina.
Leta 2011 je na odpravi v Adenski zaliv obiskal Džibuti, Sirijo, Grčijo, Portugalsko in Španijo.
Leta 2013 je na odpravi v Adenski zaliv obiskal Španijo, Grčijo in Malto.
Leta 2015 je bil ponovno v Adenski zaliv.
Med 2016–2017 je skupaj s križarko Pjotr Veliki in rušilcem Vice-admiral Kulakov spremljal letalonosilko Admiral Kuznjecov na odpravi v Sredozemsko morje in vojaškem posredovanju v sirski državljanski vojni. Po koncu posredovanja je bil nameščen v Arabsko morje.
Med avgustom in septembrom 2017 je na odpravi v Arktični ocean obiskal najsevernejše rusko pristanišče Dikson.
Med julijem 2018 in julijem 2019 je na odpravi v Tihi ocean obiskal Avstralijo, Tanzanijo in Madagaskar ter se je julija 2019 udeležil parade ob dnevu ruske vojne mornarice v Sankt Peterburgu.
Poleti 2020 je bila na odpravi v Arktični ocean nameščena v Beringovo morje.